# أواه (أسطورة)

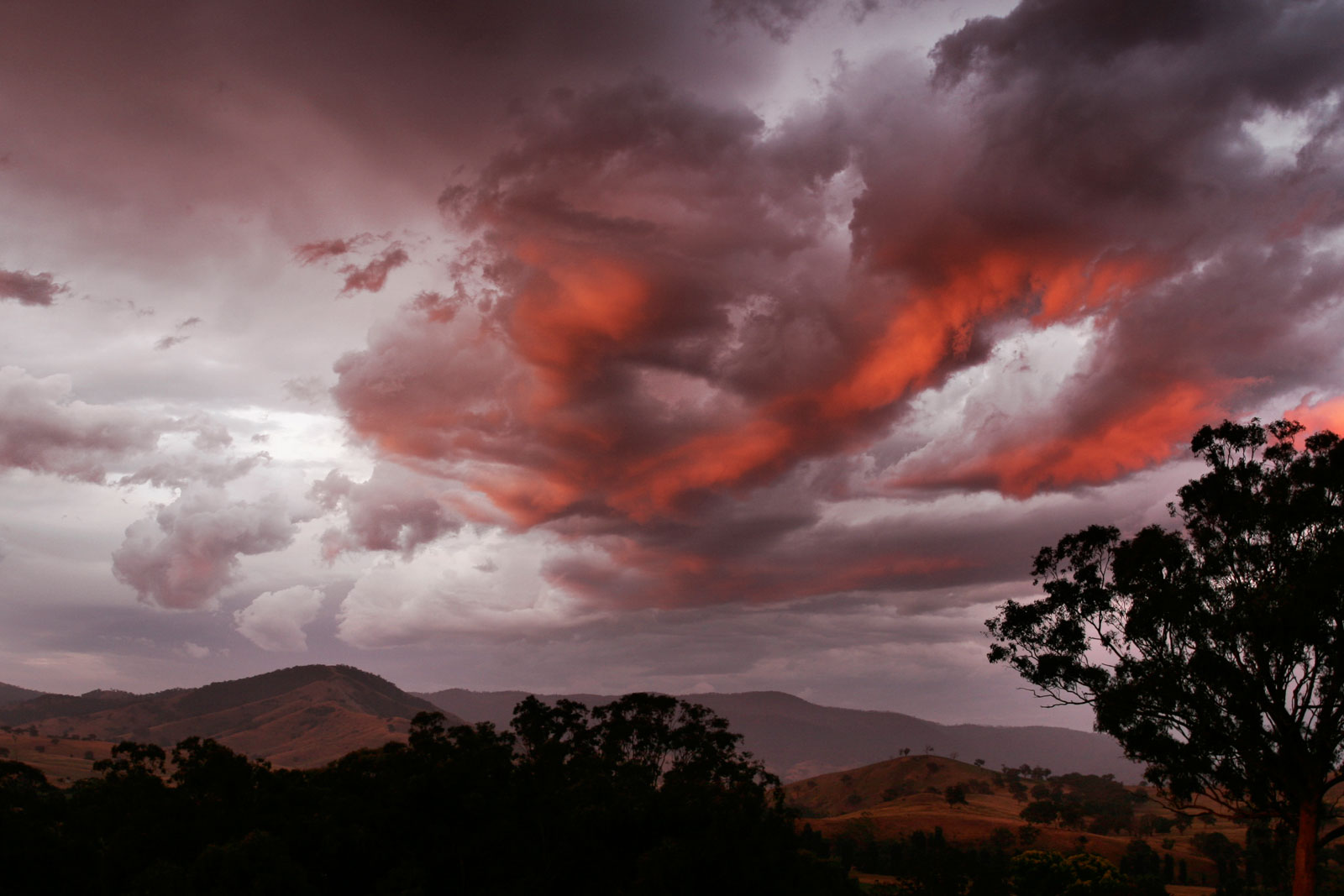
الغيوم أبناء توميتاوينغا

أواه (بالإنجليزية: Awha) رب العاصفة الماوري في نيوزيلاندا. في الأساطير الماورية، يعتبر «توحيريما» (أو التاويري) إله الطقس، بما في ذلك الرعد والبرق والرياح والغيوم والعواصف. وهو ابن باباتانوكو (أم الأرض) ورانغينوي (أب السماء). في غضبه من إخوته لفصل والديهم، دمر تاهاريما غابات تان (إله الغابات)، وقاد تنغروا (إله البحر) وذريته في البحر، وطارد رونغو وهاوميا-تيكيتيكي حتى اضطروا إلى اللجوء في حضن والدتهما بابا، ووجد فقط في توميتاوينغا Tūmatauenga خصمًا جديرًا وعدوًا أبديًا (Tregear 1891: 499).